# Nusalala irrebita
Nusalala irrebita is een insect uit de familie van de bruine gaasvliegen (Hemerobiidae), die tot de orde netvleugeligen (Neuroptera) behoort. 
Nusalala irrebita is voor het eerst wetenschappelijk beschreven door Navás in 1929.